# Championnat du Portugal de football 2022-2023
Navigation
Saison 2021-2022 Saison 2023-2024
Le Championnat du Portugal de football 2022-2023, ou Liga Portugal Bwin 2022-2023, est la 89e édition du championnat du Portugal de football.
La saison débute le 5 août 2022 et se clot le 27 mai 2023 : à l'issue de cette saison, le SL Benfica remporte le championnat, remportant ainsi son 38e titre, suivi par le FC Porto en deuxième position et le SC Braga en troisième position. Le FC Paços Ferreira ainsi que Santa Clara sont relégués en deuxième division portugaise à l’issue de la saison.

## Organisation de la compétition
Dix-huit équipes s'affrontent selon le principe des matches aller et retour, au fil de trente-quatre journées. Les quinze équipes les mieux classées de la saison précédente composent l'élite du football portugais. Elles sont rejointes par les trois équipes promues de la Liga Portugal 2 SABSEG 2021-2022.
À l'issue de la saison, six places qualificatives pour les compétitions européennes sont attribuées aux cinq équipes les mieux classées, ainsi qu'au vainqueur de la coupe nationale.
Trois places sont qualificatives pour la Ligue des champions de l'UEFA 2023-2024, qui sont attribuées aux trois premiers, deux pour la phase de groupe, l'autre donnant accès au troisième tour de qualification pour non champions.
Deux autres places donnent accès, pour les équipes classées 4e et 5e, à la Ligue Europa Conférence 2023-2024, respectivement pour les troisième et deuxième tours de qualification. Une dernière place pour la Ligue Europa 2023-2024 est attribuée au vainqueur de la Taça de Portugal 2022-2023, qui lui donne un accès direct à la phase de groupe.
Si le vainqueur de la coupe nationale est également qualifié pour la Ligue des Champions, alors son accès direct à la phase de groupe de la Ligue Europa est attribué à l'équipe classée en 4e position. Ceci décale l'ordre d'attribution des places qualificatives en Ligue Europa Conférence : le 5e accède donc au troisième tour de qualification et une place se libère pour le 6e, qui accède lui au deuxième tour de qualification.
À l'inverse, les clubs finissant aux 17e et 18e places sont relégués en Liga Portugal 2 SABSEG 2023-2024. Le 16e dispute un barrage de maintien/relégation pour tenter de se maintenir.

### Critères de départage
Chaque équipe reçoit trois points pour une victoire, un pour un match nul et aucun en cas de défaite.
Durant la compétition
- Il est important de préciser que pour établir le classement journée par journée, les critères appliqués pour le départage des clubs sont les suivants :

1. Plus grand nombre de points obtenus par les clubs à égalité, en confrontation directe
2. Plus grande différence de buts particulière entre les clubs à égalité
3. Plus grand nombre de buts marqués à l'extérieur entre les clubs à égalité, en confrontation directe
4. Plus grande différence de buts sur l'ensemble de la compétition
5. Plus grand nombre de victoires sur l'ensemble de la compétition
6. Plus grand nombre de buts marqués sur l'ensemble de la compétition

- Si les deux matches (aller et retour) entre les équipes à égalités n'ont pas encore été joués, les critères 2. et 3. qui sont prévus ne seront pas appliqués.
- Si malgré tout, après avoir appliqué les précédents critères, il subsiste deux clubs ou plus en situation d'égalité, il est alors attribué à tous la même position dans le classement.

À l'issue du championnat
- La Ligue Portugaise de Football Professionnel (LPFP) a déterminé que le départage des équipes se retrouvant avec égalité de nombre de points, se fait comme suit, selon l'ordre de priorité :

1. Plus grand nombre de points obtenus par les clubs à égalité, en confrontation directe
2. Plus grande différence de buts particulière entre les clubs à égalité
3. Plus grand nombre de buts marqués à l'extérieur entre les clubs à égalité, en confrontation directe
4. Plus grande différence de buts sur l'ensemble de la compétition
5. Plus grand nombre de victoires sur l'ensemble de la compétition
6. Plus grand nombre de buts marqués sur l'ensemble de la compétition

- Si, malgré l'application successive de tous les critères établis dans l'article ci-dessus, il subsiste encore une situation d'égalité, le départage se fait comme suit :

En cas d'égalité entre deux clubs, seulement :
1. Réaliser un match d'appui entre les deux clubs, sur terrain neutre désigné par la LPFP
2. Si, à la fin du temps réglementaire, l'égalité subsiste, une période de prolongation de trente minutes, divisée en deux périodes de quinze minutes chacune, sera alors accordée
3. S'il subsiste encore une situation d'égalité à la fin de la période de prolongation, la désignation du vainqueur se fera par le biais d'une séance de tirs au but, en accord avec les Lois du Jeu

En cas d'égalité entre plus de deux clubs :
1. Réaliser une compétition en toute ronde simple, sur terrain neutre, pour désigner le vainqueur
2. Si, à la fin de cette compétition, aucun vainqueur n'a été désigné, et qu'il reste deux équipes ou plus en situation d'égalité, procéder alors au départage en reprenant tous les critères depuis le début

Source : ligaportugal.pt

## Les clubs participants
| Club                 | Présent depuis | Classement 2021-2022 | Entraîneur          | Stade                         | Capacité théorique |
| -------------------- | -------------- | -------------------- | ------------------- | ----------------------------- | ------------------ |
| FC Porto             | 1934           | 1                    | Sérgio Conceição    | Estádio do Dragão             | 50 033             |
| Sporting CP          | 1934           | 2                    | Rúben Amorim        | Estádio José Alvalade XXI     | 50 095             |
| Benfica Lisbonne     | 1934           | 3                    | Roger Schmidt       | Estádio da Luz                | 65 647             |
| SC Braga             | 1974           | 4                    | Artur Jorge         | Estádio Municipal de Braga    | 30 286             |
| Gil Vicente FC       | 2019           | 5                    | Ricardo Soares      | Estádio Cidade de Barcelos    | 12 568             |
| Vitória SC           | 2007           | 6                    | Pepa                | Estádio D. Afonso Henriques   | 30 000             |
| CD Santa Clara       | 2018           | 7                    | Mário Silva         | Estádio de São Miguel         | 13 277             |
| FC Famalicão         | 2019           | 8                    | Rui Pedro Silva     | Estádio Municipal 22 de Junho | 8 000              |
| GD Estoril-Praia     | 2021           | 9                    | Bruno Pinheiro      | Stade António Coimbra da Mota | 8 015              |
| CS Marítimo          | 1985           | 10                   | Vasco Seabra        | Estádio dos Barreiros         | 10 600             |
| FC Paços de Ferreira | 2019           | 11                   | César Peixoto       | Estádio da Mata Real          | 9 077              |
| Boavista FC          | 2014           | 12                   | Petit               | Estádio do Bessa XXI          | 28 263             |
| Portimonense SC      | 2017           | 13                   | Paulo Sérgio        | Estádio do Portimonense       | 9 200              |
| FC Vizela            | 2021           | 14                   | Álvaro Pacheco      | Estádio do FC Vizela          | 6 000              |
| FC Arouca            | 2021           | 15                   | Armando Evangelista | Estádio Municipal de Arouca   | 5 000              |
| Rio Ave FC           | 2022           | 1er (D2)             | Luís Freire         | Estádio do Rio Ave FC         | 12 815             |
| Casa Pia AC          | 2022           | 2e (D2)              | Filipe Martins      | Estádio Nacional              | 37 593             |
| GD Chaves            | 2022           | 3e (D2)              | Vítor Campelos      | Estádio Municipal de Chaves   | 8 000              |

| \| Santa Clara \| Club participant de l'archipel des Açores. |
| Santa Clara                                                  |

| Santa Clara |

| \| Marítimo \| Clubs participants de l'île de Madère. |
| Marítimo                                              |

| Marítimo |

| \| Arouca Benfica Lisbonne Boavista Braga Famalicão Gil Vicente P. Ferreira Portimonense SC FC Porto Vizela Sporting CP V. Guimarães Estoril Rio Ave Casa Pia Chaves \| Clubs participants du Portugal Continental. |
| Arouca Benfica Lisbonne Boavista Braga Famalicão Gil Vicente P. Ferreira Portimonense SC FC Porto Vizela Sporting CP V. Guimarães Estoril Rio Ave Casa Pia Chaves                                                   |

| Arouca Benfica Lisbonne Boavista Braga Famalicão Gil Vicente P. Ferreira Portimonense SC FC Porto Vizela Sporting CP V. Guimarães Estoril Rio Ave Casa Pia Chaves |

## Compétition

### Classement
| Rang | Équipe               | Pts | J  | G  | N  | P  | Bp | Bc | Diff |
| ---- | -------------------- | --- | -- | -- | -- | -- | -- | -- | ---- |
| 1    | SL Benfica           | 87  | 34 | 28 | 3  | 3  | 82 | 20 | +62  |
| 2    | FC Porto T S C L     | 85  | 34 | 27 | 4  | 3  | 73 | 22 | +51  |
| 3    | SC Braga             | 78  | 34 | 25 | 3  | 6  | 75 | 30 | +45  |
| 4    | Sporting CP          | 74  | 34 | 23 | 5  | 6  | 71 | 32 | +39  |
| 5    | FC Arouca            | 54  | 34 | 15 | 9  | 10 | 36 | 37 | -1   |
| 6    | Vitória SC           | 53  | 34 | 16 | 5  | 13 | 34 | 39 | -5   |
| 7    | GD Chaves P          | 46  | 34 | 12 | 10 | 12 | 35 | 40 | -5   |
| 8    | FC Famalicão         | 44  | 34 | 13 | 5  | 16 | 39 | 47 | -8   |
| 9    | Boavista FC          | 44  | 34 | 12 | 8  | 14 | 43 | 54 | -11  |
| 10   | Casa Pia AC P        | 41  | 34 | 11 | 8  | 15 | 31 | 40 | -9   |
| 11   | FC Vizela            | 40  | 34 | 11 | 7  | 16 | 34 | 38 | -4   |
| 12   | Rio Ave FC P         | 40  | 34 | 10 | 10 | 14 | 36 | 43 | -7   |
| 13   | Gil Vicente FC       | 37  | 34 | 10 | 7  | 17 | 32 | 41 | -9   |
| 14   | GD Estoril-Praia     | 35  | 34 | 10 | 5  | 19 | 33 | 49 | -16  |
| 15   | Portimonense SC      | 34  | 34 | 10 | 4  | 20 | 25 | 48 | -23  |
| 16   | CS Marítimo          | 26  | 34 | 7  | 5  | 22 | 32 | 63 | -31  |
| 17   | FC Paços de Ferreira | 23  | 34 | 6  | 5  | 23 | 26 | 62 | -36  |
| 18   | CD Santa Clara       | 22  | 34 | 5  | 7  | 22 | 26 | 58 | -32  |

Qualifications européennes
Ligue des champions 2023-2024
- 1er et 2e : phase de groupes
- 3e : troisième tour de qualification

Ligue Europa 2023-2024
- 4e : phase de groupes[n 1]

Ligue Europa Conférence 2023-2024
- 5e : troisième tour de qualification
- 6e : deuxième tour de qualification

Relégation en Liga Portugal 2
- 16e : barrages de relégation
- 17e et 18e : relégation

Abréviations
| Source : Classement officiel de la Liga Portugal Bwin 2022-2023. |

1. ↑  Étant donné que les finalistes de la Coupe du Portugal de football 2022-2023, le FC Porto et le SC Braga, ont assuré au moins la quatrième place du championnat : la place pour la phase de groupes de la Ligue Europa réservée aux vainqueurs de la Coupe sera attribuée au quatrième du championnat.
En conséquence, la place pour le troisième tour de qualification de l'Europa Conférence League réservée à l'équipe classée quatrième sera attribuée à l'équipe classée cinquième et la place pour le deuxième tour de qualification de l'Europa Conférence League réservée à l'équipe classée cinquième sera remis à l'équipe classée sixième.

### Résultats
| Résultats (▼dom., ►ext.)                                   | ARO | BEN | BOA | BRA | CAP | CHA | EST | FAM | GIL | MAR | PAC | POR | PTM | RIO | SPO | STA | VIZ | VSC |
| FC Arouca                                                  |     | 0-3 | 1-2 | 0-6 | 2-0 | 1-0 | 2-0 | 4-1 | 1-0 | 1-0 | 1-1 | 0-1 | 4-0 | 0-1 | 1-0 | 1-0 | 1-0 | 2-2 |
| Benfica Lisbonne                                           | 4-0 |     | 3-1 | 1-0 | 3-0 | 5-0 | 1-0 | 2-0 | 3-1 | 5-0 | 3-2 | 1-2 | 1-0 | 4-2 | 2-2 | 3-0 | 2-1 | 5-1 |
| Boavista FC                                                | 0-0 | 0-3 |     | 1-1 | 0-0 | 1-1 | 1-0 | 1-2 | 1-0 | 1-1 | 1-0 | 1-4 | 4-2 | 3-2 | 2-1 | 2-1 | 2-2 | 2-1 |
| SC Braga                                                   | 2-0 | 3-0 | 1-0 |     | 0-1 | 0-1 | 4-1 | 4-1 | 1-0 | 5-0 | 3-0 | 0-0 | 4-1 | 2-0 | 3-3 | 5-3 | 2-0 | 1-0 |
| Casa Pia AC                                                | 0-0 | 0-1 | 2-0 | 0-1 |     | 1-2 | 2-2 | 1-0 | 1-3 | 2-0 | 2-1 | 0-0 | 1-1 | 1-0 | 3-4 | 2-1 | 0-1 | 0-0 |
| GD Chaves                                                  | 1-1 | 1-0 | 1-4 | 1-2 | 1-0 |     | 1-1 | 0-2 | 3-1 | 2-1 | 2-0 | 1-3 | 2-0 | 1-1 | 2-3 | 0-0 | 1-1 | 0-1 |
| GD Estoril-Praia                                           | 2-0 | 1-5 | 2-1 | 0-2 | 2-0 | 0-2 |     | 2-0 | 1-0 | 3-1 | 1-3 | 1-1 | 0-1 | 2-2 | 0-2 | 3-0 | 0-3 | 0-1 |
| FC Famalicão                                               | 0-1 | 0-1 | 4-0 | 0-3 | 1-0 | 1-2 | 1-0 |     | 0-1 | 3-2 | 2-1 | 2-4 | 1-0 | 0-0 | 1-2 | 1-0 | 2-1 | 2-1 |
| Gil Vicente FC                                             | 1-1 | 0-2 | 3-1 | 0-1 | 1-0 | 0-0 | 0-1 | 0-0 |     | 2-0 | 1-0 | 0-2 | 1-2 | 2-2 | 0-0 | 1-0 | 1-1 | 2-1 |
| CS Marítimo                                                | 1-1 | 0-3 | 4-2 | 1-2 | 1-2 | 1-2 | 1-0 | 0-0 | 1-2 |     | 3-1 | 0-2 | 0-1 | 2-2 | 1-0 | 3-1 | 1-0 | 1-2 |
| FC Paços de Ferreira                                       | 1-1 | 0-2 | 1-3 | 1-2 | 2-3 | 1-1 | 0-3 | 1-3 | 2-1 | 0-1 |     | 0-2 | 0-3 | 3-1 | 0-4 | 1-0 | 0-2 | 0-1 |
| FC Porto                                                   | 5-1 | 0-1 | 1-0 | 4-1 | 2-1 | 3-0 | 3-2 | 4-1 | 1-2 | 5-1 | 4-0 |     | 1-0 | 1-0 | 3-0 | 2-1 | 2-0 | 3-0 |
| Portimonense SC                                            | 0-2 | 1-5 | 0-1 | 1-2 | 1-2 | 1-0 | 1-1 | 1-0 | 1-0 | 2-1 | 1-0 | 0-2 |     | 2-2 | 0-1 | 0-0 | 0-1 | 2-1 |
| Rio Ave FC                                                 | 1-0 | 0-1 | 1-0 | 2-3 | 1-1 | 1-0 | 2-0 | 2-2 | 2-1 | 1-1 | 0-1 | 3-1 | 1-0 |     | 0-1 | 1-0 | 0-1 | 0-1 |
| Sporting CP                                                | 1-1 | 2-2 | 3-0 | 5-0 | 3-1 | 0-2 | 2-0 | 2-1 | 3-1 | 2-1 | 3-0 | 1-2 | 4-0 | 3-0 |     | 3-0 | 2-1 | 3-0 |
| CD Santa Clara                                             | 1-2 | 0-3 | 2-2 | 0-4 | 0-0 | 1-1 | 3-1 | 1-3 | 3-2 | 2-1 | 1-1 | 1-1 | 1-0 | 0-2 | 1-2 |     | 0-1 | 1-3 |
| FC Vizela                                                  | 0-1 | 0-2 | 1-1 | 0-4 | 3-1 | 0-0 | 0-1 | 0-0 | 2-2 | 3-0 | 1-2 | 0-1 | 1-0 | 3-1 | 1-2 | 0-1 |     | 3-0 |
| Vitória SC                                                 | 0-2 | 0-0 | 3-2 | 2-1 | 0-1 | 2-1 | 1-0 | 3-2 | 1-0 | 1-0 | 0-0 | 0-1 | 1-0 | 0-0 | 0-2 | 1-0 | 3-0 |     |
| - Victoire à domicile - Match nul - Victoire à l'extérieur |     |     |     |     |     |     |     |     |     |     |     |     |     |     |     |     |     |     |

### Barrage de relégation
Le barrage de relégation se déroule sur deux matchs et oppose le seizième de Liga Portugal au troisième de Liga Portugal 2. Le vainqueur de ce barrage obtient une place pour le championnat du Portugal 2023-2024 tandis que le perdant va en Liga Portugal 2.
| Équipe                      | Aller | Total             | Retour | Équipe           |
| --------------------------- | ----- | ----------------- | ------ | ---------------- |
| CF Estrela da Amadora (LP2) | 2 - 1 | 3 - 3 (3 - 2 tab) | 1 - 2  | CS Marítimo (LP) |

| Match aller       | CF Estrela da Amadora (LP2)     | 2 - 1   | CS Marítimo (LP)  | Stade José-Gomes, Amadora                     |                                               |
| 3 juin 2023 20h00 | Regis N'do 3e · Jean Felipe 80e | (1 - 0) | 87e Cláudio Winck | Spectateurs : 6 928 Arbitrage : André Narciso | Spectateurs : 6 928 Arbitrage : André Narciso |
| 3 juin 2023 20h00 | Rapport                         |         |                   | Spectateurs : 6 928 Arbitrage : André Narciso | Spectateurs : 6 928 Arbitrage : André Narciso |

| Match retour       | CS Marítimo (LP)                                                             | 2 - 1 ap              | CF Estrela da Amadora (LP2)                    | Estádio do Marítimo, Funchal                   |                                                |
| 11 juin 2023 20h15 | Xadas 18e · Jesús Ramírez 90+6e                                              | (1 - 1, 2 - 1, 2 - 1) | 26e Miguel Lopes                               | Spectateurs : 10 932 Arbitrage : João Pinheiro | Spectateurs : 10 932 Arbitrage : João Pinheiro |
| 11 juin 2023 20h15 | Rapport                                                                      |                       |                                                | Spectateurs : 10 932 Arbitrage : João Pinheiro | Spectateurs : 10 932 Arbitrage : João Pinheiro |
| 11 juin 2023 20h15 | Cláudio Winck · Diogo Mendes · André Vidigal · Jesús Ramírez · Félix Correia | Tirs au but 2 - 3     | Jean Felipe · Mansur · Aloísio · Víto Ferreira | Spectateurs : 10 932 Arbitrage : João Pinheiro | Spectateurs : 10 932 Arbitrage : João Pinheiro |

## Statistiques

### Évolution du classement
| Journée →            | 1  | 2  | 3  | 4  | 5  | 6  | 7  | 8  | 9  | 10 | 11 | 12 | 13 | 14 | 15 | 16 | 17 | 18 | 19 | 20 | 21 | 22 | 23 | 24 | 25 | 26 | 27 | 28 | 29 | 30 | 31 | 32 | 33 | 34 | 1er | bar. | rel. |
| Équipe               |    |    |    |    |    |    |    |    |    |    |    |    |    |    |    |    |    |    |    |    |    |    |    |    |    |    |    |    |    |    |    |    |    |    |     |      |      |
| -------------------- | -- | -- | -- | -- | -- | -- | -- | -- | -- | -- | -- | -- | -- | -- | -- | -- | -- | -- | -- | -- | -- | -- | -- | -- | -- | -- | -- | -- | -- | -- | -- | -- | -- | -- | --- | ---- | ---- |
| FC Arouca            | 18 | 7  | 7  | 10 | 10 | 12 | 11 | 12 | 10 | 11 | 9  | 8  | 8  | 9  | 7  | 7  | 6  | 7  | 7  | 7  | 7  | 6  | 7  | 6  | 6  | 5  | 5  | 5  | 5  | 5  | 5  | 6  | 6  | 5  |     |      | 1    |
| SL Benfica           | 2  | 2  | 4  | 1  | 1  | 1  | 1  | 1  | 1  | 1  | 1  | 1  | 1  | 1  | 1  | 1  | 1  | 1  | 1  | 1  | 1  | 1  | 1  | 1  | 1  | 1  | 1  | 1  | 1  | 1  | 1  | 1  | 1  | 1  | 31  |      |      |
| Boavista FC          | 7  | 3  | 3  | 9  | 5  | 4  | 4  | 5  | 5  | 7  | 7  | 9  | 11 | 12 | 8  | 11 | 11 | 9  | 8  | 8  | 9  | 8  | 8  | 10 | 12 | 12 | 11 | 12 | 10 | 12 | 10 | 11 | 10 | 9  |     |      |      |
| SC Braga             | 9  | 6  | 2  | 2  | 2  | 2  | 2  | 3  | 3  | 3  | 2  | 3  | 3  | 3  | 2  | 2  | 2  | 3  | 3  | 3  | 3  | 3  | 3  | 3  | 3  | 3  | 3  | 3  | 3  | 3  | 3  | 3  | 3  | 3  |     |      |      |
| Casa Pia AC          | 11 | 14 | 11 | 7  | 7  | 6  | 6  | 4  | 4  | 5  | 4  | 4  | 5  | 5  | 5  | 5  | 5  | 5  | 5  | 6  | 6  | 7  | 6  | 7  | 7  | 7  | 8  | 9  | 9  | 10 | 9  | 10 | 9  | 10 |     |      |      |
| GD Chaves            | 14 | 10 | 8  | 6  | 6  | 10 | 12 | 13 | 11 | 10 | 11 | 11 | 9  | 10 | 10 | 9  | 8  | 10 | 9  | 9  | 11 | 14 | 14 | 13 | 11 | 11 | 12 | 10 | 11 | 8  | 7  | 7  | 7  | 7  |     |      |      |
| GD Estoril-Praia     | 3  | 9  | 10 | 5  | 9  | 8  | 7  | 8  | 8  | 9  | 10 | 10 | 12 | 13 | 14 | 13 | 13 | 14 | 12 | 13 | 15 | 15 | 15 | 15 | 15 | 15 | 15 | 15 | 15 | 15 | 15 | 15 | 15 | 14 |     |      |      |
| FC Famalicão         | 16 | 18 | 16 | 15 | 15 | 15 | 16 | 15 | 15 | 14 | 14 | 14 | 15 | 14 | 13 | 14 | 15 | 11 | 13 | 15 | 12 | 9  | 11 | 8  | 8  | 9  | 9  | 7  | 6  | 7  | 8  | 8  | 8  | 8  |     | 3    | 1    |
| Gil Vicente FC       | 5  | 11 | 13 | 12 | 13 | 11 | 10 | 11 | 14 | 15 | 15 | 16 | 16 | 16 | 16 | 15 | 14 | 15 | 15 | 14 | 14 | 13 | 10 | 12 | 13 | 13 | 13 | 13 | 14 | 14 | 14 | 14 | 14 | 13 |     | 4    |      |
| CS Marítimo          | 17 | 17 | 18 | 18 | 17 | 18 | 18 | 18 | 18 | 18 | 17 | 17 | 17 | 17 | 17 | 17 | 17 | 17 | 17 | 17 | 17 | 16 | 16 | 16 | 16 | 16 | 16 | 16 | 16 | 16 | 16 | 16 | 16 | 16 |     | 13   | 21   |
| FC Paços de Ferreira | 15 | 16 | 17 | 17 | 18 | 17 | 17 | 17 | 17 | 17 | 18 | 18 | 18 | 18 | 18 | 18 | 18 | 18 | 18 | 18 | 18 | 18 | 18 | 17 | 17 | 17 | 17 | 17 | 17 | 17 | 17 | 17 | 17 | 17 |     | 1    | 32   |
| FC Porto             | 1  | 1  | 1  | 3  | 3  | 3  | 3  | 2  | 2  | 2  | 3  | 2  | 2  | 2  | 3  | 3  | 3  | 2  | 2  | 2  | 2  | 2  | 2  | 2  | 2  | 2  | 2  | 2  | 2  | 2  | 2  | 2  | 2  | 2  | 3   |      |      |
| Portimonense SC      | 13 | 8  | 5  | 4  | 4  | 5  | 5  | 6  | 7  | 8  | 8  | 7  | 7  | 7  | 11 | 12 | 12 | 13 | 11 | 12 | 8  | 11 | 13 | 14 | 14 | 14 | 14 | 14 | 13 | 13 | 13 | 13 | 13 | 15 |     |      |      |
| Rio Ave FC           | 12 | 15 | 15 | 14 | 14 | 14 | 13 | 10 | 13 | 12 | 13 | 12 | 10 | 8  | 9  | 10 | 10 | 12 | 14 | 11 | 13 | 10 | 12 | 9  | 9  | 10 | 10 | 11 | 12 | 11 | 12 | 12 | 12 | 12 |     |      |      |
| Sporting CP          | 8  | 5  | 12 | 13 | 8  | 7  | 8  | 7  | 6  | 4  | 6  | 5  | 4  | 4  | 4  | 4  | 4  | 4  | 4  | 4  | 4  | 4  | 4  | 4  | 4  | 4  | 4  | 4  | 4  | 4  | 4  | 4  | 4  | 4  |     |      |      |
| CD Santa Clara       | 10 | 13 | 14 | 16 | 16 | 16 | 15 | 16 | 16 | 16 | 16 | 15 | 14 | 15 | 15 | 16 | 16 | 16 | 16 | 16 | 16 | 17 | 17 | 18 | 18 | 18 | 18 | 18 | 18 | 18 | 18 | 18 | 18 | 18 |     | 13   | 13   |
| FC Vizela            | 6  | 12 | 9  | 11 | 12 | 13 | 14 | 14 | 12 | 13 | 12 | 13 | 13 | 11 | 12 | 8  | 9  | 8  | 10 | 10 | 10 | 12 | 9  | 11 | 10 | 8  | 7  | 8  | 8  | 9  | 11 | 9  | 11 | 11 |     |      |      |
| Vitória SC           | 4  | 4  | 6  | 8  | 11 | 9  | 9  | 9  | 9  | 6  | 5  | 6  | 6  | 6  | 6  | 6  | 7  | 6  | 6  | 5  | 5  | 5  | 5  | 5  | 5  | 6  | 6  | 6  | 7  | 6  | 6  | 5  | 5  | 6  |     |      |      |

En gras et italique, les équipes comptant un match en retard (exemple : 4 pour Benfica à l’issue de la 3e journée)
1. ↑  Le match de la 3e journée opposant le Benfica Lisbonne au FC Paços de Ferreira est reporté au 30 août 2022 (après la 4e journée) en raison du match de barrage disputé le 23 août 2022 par le Benfica pour la qualification à la ligue des champions.
2. ↑  Le match de la 14e journée opposant le GD Estoril-Praia au Boavista FC est reporté au 9 février 2023 (après la 19e journée).
3. ↑  Le match de la 25e journée opposant le Gil Vicente FC au Sporting CP est reporté au 5 avril 2023 (après la 26e journée).

### Résultat par matchs
| Journée →            | 1 | 2 | 3 | 4 | 5 | 6 | 7 | 8 | 9 | 10 | 11 | 12 | 13 | 14 | 15 | 16 | 17 | 18 | 19 | 20 | 21 | 22 | 23 | 24 | 25 | 26 | 27 | 28 | 29 | 30 | 31 | 32 | 33 | 34 |
| Équipe ↓             | 1 | 2 | 3 | 4 | 5 | 6 | 7 | 8 | 9 | 10 | 11 | 12 | 13 | 14 | 15 | 16 | 17 | 18 | 19 | 20 | 21 | 22 | 23 | 24 | 25 | 26 | 27 | 28 | 29 | 30 | 31 | 32 | 33 | 34 |
| -------------------- | - | - | - | - | - | - | - | - | - | -- | -- | -- | -- | -- | -- | -- | -- | -- | -- | -- | -- | -- | -- | -- | -- | -- | -- | -- | -- | -- | -- | -- | -- | -- |
| FC Arouca            | D | V | V | D | N | D | N | N | V | N  | V  | V  | D  | D  | V  | N  | V  | D  | N  | V  | D  | V  | N  | V  | N  | V  | V  | N  | V  | D  | D  | D  | V  | V  |
| SL Benfica           | V | V | V | V | V | V | V | N | V | V  | V  | V  | V  | D  | V  | N  | V  | V  | V  | V  | V  | V  | V  | V  | V  | V  | D  | D  | V  | V  | V  | V  | N  | V  |
| Boavista FC          | V | V | D | D | V | V | V | D | N | D  | N  | D  | D  | D  | V  | D  | N  | V  | N  | N  | D  | V  | N  | D  | D  | D  | V  | N  | V  | D  | V  | D  | N  | V  |
| SC Braga             | N | V | V | V | V | V | V | D | D | V  | V  | D  | V  | V  | V  | V  | V  | D  | V  | V  | V  | D  | V  | V  | N  | V  | V  | V  | V  | V  | D  | V  | N  | V  |
| Casa Pia AC          | N | D | V | V | N | V | V | V | D | D  | V  | V  | D  | V  | N  | D  | D  | V  | D  | N  | N  | D  | V  | D  | V  | D  | D  | N  | D  | D  | N  | D  | N  | D  |
| GD Chaves            | D | V | N | V | N | D | D | N | V | V  | D  | N  | V  | D  | N  | N  | N  | D  | V  | N  | D  | D  | D  | V  | V  | D  | N  | V  | N  | V  | V  | V  | D  | D  |
| GD Estoril-Praia     | V | D | N | V | D | V | N | N | V | D  | N  | D  | D  | V  | D  | V  | D  | D  | D  | D  | D  | D  | D  | D  | D  | V  | D  | D  | D  | V  | D  | V  | N  | V  |
| FC Famalicão         | D | D | N | V | D | D | D | V | D | V  | D  | N  | D  | V  | V  | D  | N  | V  | D  | D  | V  | V  | D  | V  | V  | D  | V  | V  | V  | D  | D  | N  | D  | N  |
| Gil Vicente FC       | V | D | N | N | D | V | N | D | D | D  | D  | D  | D  | V  | D  | V  | V  | D  | N  | V  | N  | V  | V  | D  | N  | D  | N  | D  | D  | D  | D  | V  | D  | V  |
| CS Marítimo          | D | D | D | D | D | D | D | D | N | N  | V  | N  | D  | N  | V  | D  | V  | D  | D  | D  | D  | V  | D  | D  | D  | V  | D  | V  | D  | D  | N  | D  | V  | D  |
| FC Paços de Ferreira | D | D | D | D | D | D | N | N | D | D  | D  | D  | D  | D  | N  | V  | D  | V  | D  | D  | V  | D  | D  | V  | N  | N  | D  | D  | D  | V  | D  | D  | V  | D  |
| FC Porto             | V | V | V | D | V | V | N | V | V | D  | N  | V  | V  | V  | N  | V  | V  | V  | V  | V  | V  | D  | V  | V  | N  | V  | V  | V  | V  | V  | V  | V  | V  | V  |
| Portimonense SC      | D | V | V | V | V | D | V | D | D | D  | N  | V  | D  | D  | D  | N  | D  | D  | V  | D  | V  | D  | D  | D  | D  | D  | N  | D  | V  | D  | N  | D  | D  | D  |
| Rio Ave FC           | D | D | N | V | N | D | N | V | D | V  | D  | V  | V  | N  | N  | D  | N  | D  | D  | V  | D  | V  | D  | V  | V  | D  | N  | N  | D  | V  | N  | D  | D  | N  |
| Sporting CP          | N | V | D | D | V | V | D | V | V | V  | D  | V  | V  | V  | D  | N  | V  | V  | V  | D  | V  | V  | V  | V  | N  | V  | V  | N  | V  | V  | V  | V  | N  | V  |
| CD Santa Clara       | N | D | D | D | V | D | N | D | D | V  | N  | N  | V  | D  | D  | N  | D  | D  | N  | D  | D  | D  | D  | D  | D  | D  | D  | D  | N  | D  | V  | D  | V  | D  |
| FC Vizela            | V | D | N | N | D | D | D | V | V | D  | N  | D  | V  | V  | D  | V  | D  | V  | D  | N  | N  | D  | V  | D  | V  | V  | V  | N  | D  | D  | D  | N  | D  | D  |
| Vitória SC           | V | V | D | D | D | V | N | N | V | V  | V  | D  | V  | D  | N  | D  | D  | V  | V  | V  | N  | V  | V  | D  | D  | N  | D  | D  | D  | V  | V  | V  | V  | D  |

| Légende : | V = Victoire |  | N = Nul |  | D = Défaite |

Séries de victoires : 10
- Benfica Lisbonne (entre la 17e journée, et la 26e journée)

Séries de matchs sans défaite : 13
- Benfica Lisbonne (entre la 1re journée, et la 13e journée)

Séries de défaites : 9
- GD Estoril-Praia (entre la 17e journée, et la 25e journée)
- CD Santa Clara (entre la 20e journée, et la 28e journée)

Séries de matchs sans victoire : 17
- CD Santa Clara (depuis la 14e journée, et la 30e journée)

### Buts marqués par journée
Ce graphique représente le nombre de buts marqués lors de chaque journée.

### Classement des buteurs
|    | Buteur            | Club             | Buts |
| -- | ----------------- | ---------------- | ---- |
| 1  | Mehdi Taremi      | FC Porto         | 22   |
| 2  | Gonçalo Ramos     | Benfica Lisbonne | 19   |
| 3  | João Mário        | Benfica Lisbonne | 17   |
| 4  | Fran Navarro      | Gil Vicente FC   | 17   |
| 5  | Pedro Gonçalves   | Sporting CP      | 15   |
| 6  | Ricardo Horta     | SC Braga         | 14   |
| 7  | Yusupha Njie      | Boavista FC      | 13   |
| 8  | Simon Banza       | SC Braga         | 11   |
| 9  | Iuri Medeiros     | SC Braga         | 10   |
| 10 | Francisco Trincão | Sporting CP      | 10   |

| Source : Classement officiel des buteurs de la Liga Portugal Bwin 2022-2023. |

### Classement des passeurs
|    | Passeur         | Club             | Passes |
| -- | --------------- | ---------------- | ------ |
| 1  | Pedro Gonçalves | Sporting CP      | 10     |
| 2  | Álex Grimaldo   | Benfica Lisbonne | 10     |
| 3  | David Neres     | Benfica Lisbonne | 8      |
| 4  | Otávio          | FC Porto         | 7      |
| 5  | Ivo Rodrigues   | FC Famalicão     | 7      |
| 6  | Tiago Santos    | GD Estoril-Praia | 7      |
| 7  | Pepê            | FC Porto         | 6      |
| 8  | Iuri Medeiros   | Benfica Lisbonne | 6      |
| 9  | Abel Ruiz       | SC Braga         | 6      |
| 10 | +6 joueurs      | Benfica Lisbonne | 6      |

| Source : Classement officiel des passeurs de la Liga Portugal Bwin 2022-2023. |

### Affluence

#### Meilleures affluences de la saison
| Rang | Match                               | Journée | Date              | Affluence |
| ---- | ----------------------------------- | ------- | ----------------- | --------- |
| 1    | Benfica Lisbonne - CD Santa Clara   | J34     | 27 mai 2023       | 64 012    |
| 2    | Benfica Lisbonne - Sporting CP      | J16     | 15 janvier 2023   | 62 295    |
| 3    | Benfica Lisbonne - FC Porto         | J27     | 7 avril 2023      | 62 028    |
| 4    | Benfica Lisbonne - SC Braga         | J31     | 6 mai 2023        | 60 289    |
| 5    | Benfica Lisbonne - Vitória SC       | J25     | 18 mars 2023      | 59 374    |
| 6    | Benfica Lisbonne - Casa Pia AC      | J19     | 4 février 2023    | 58 763    |
| 7    | Benfica Lisbonne - GD Estoril-Praia | J29     | 23 avril 2023     | 58 062    |
| 8    | Benfica Lisbonne - Gil Vicente FC   | J13     | 13 novembre 2022  | 57 266    |
| 9    | Benfica Lisbonne - FC Famalicão     | J23     | 3 mars 2023       | 56 995    |
| 10   | Benfica Lisbonne - CS Marítimo      | J7      | 18 septembre 2022 | 56 889    |

#### Affluences par journée
Ce graphique représente le nombre de spectateurs présents dans les stades lors de chaque journée

## Titres honorifiques et récompenses individuelles
| Mois      | Joueur du mois | Joueur du mois   | Entraîneur du mois  | Entraîneur du mois | But du mois       | But du mois    |
| Mois      | Joueur         | Club             | Entraîneur          | Club               | Joueur            | Club           |
| --------- | -------------- | ---------------- | ------------------- | ------------------ | ----------------- | -------------- |
| Août      | Simon Banza    | SC Braga         | Roger Schmidt       | Benfica Lisbonne   | Rildo Filho       | CD Santa Clara |
| Septembre | Mehdi Taremi   | FC Porto         | Filipe Martins      | Casa Pia AC        | Bruno Lourenço    | Boavista FC    |
| Octobre   | Gonçalo Ramos  | Benfica Lisbonne | Roger Schmidt       | Benfica Lisbonne   | non attribué      | -              |
| Novembre  | Gonçalo Ramos  | Benfica Lisbonne | Roger Schmidt       | Benfica Lisbonne   | non attribué      | -              |
| Décembre  | João Mário     | Benfica Lisbonne | Roger Schmidt       | Benfica Lisbonne   | Alexandre Penetra | FC Famalicão   |
| Janvier   | João Mário     | Benfica Lisbonne | Roger Schmidt       | Benfica Lisbonne   | Alexandre Penetra | FC Famalicão   |
| Février   | João Mário     | Benfica Lisbonne | João Aroso          | Vitória SC         | Matheus Reis      | Sporting CP    |
| Mars      | Gonçalo Ramos  | Benfica Lisbonne | Armando Evangelista | FC Arouca          | Nuno Santos       | Sporting CP    |
| Avril     | Ricardo Horta  | SC Braga         | Artur Jorge         | SC Braga           | Bruno Lourenço    | Boavista FC    |

| Mois      | Gardien du mois         | Gardien du mois  | Défenseur du mois | Défenseur du mois | Milieu du mois    | Milieu du mois   | Attaquant du mois | Attaquant du mois |
| Mois      | Joueur                  | Club             | Joueur            | Club              | Joueur            | Club             | Joueur            | Club              |
| --------- | ----------------------- | ---------------- | ----------------- | ----------------- | ----------------- | ---------------- | ----------------- | ----------------- |
| Août      | Ricardo Batista         | Casa Pia AC      | Morato            | Benfica Lisbonne  | Enzo Fernández    | Benfica Lisbonne | Simon Banza       | SC Braga          |
| Septembre | Odysséas Vlachodímos    | Benfica Lisbonne | António Silva     | Benfica Lisbonne  | Stephen Eustáquio | FC Porto         | Mehdi Taremi      | FC Porto          |
| Octobre   | Diogo Costa             | FC Porto         | António Silva     | Benfica Lisbonne  | Enzo Fernández    | Benfica Lisbonne | Gonçalo Ramos     | Benfica Lisbonne  |
| Novembre  | Diogo Costa             | FC Porto         | António Silva     | Benfica Lisbonne  | Enzo Fernández    | Benfica Lisbonne | Gonçalo Ramos     | Benfica Lisbonne  |
| Décembre  | Diogo Costa             | FC Porto         | Álex Grimaldo     | Benfica Lisbonne  | João Mário        | Benfica Lisbonne | Fran Navarro      | Gil Vicente FC    |
| Janvier   | Diogo Costa             | FC Porto         | Álex Grimaldo     | Benfica Lisbonne  | João Mário        | Benfica Lisbonne | Fran Navarro      | Gil Vicente FC    |
| Février   | Diogo Costa             | FC Porto         | Álex Grimaldo     | Benfica Lisbonne  | João Mário        | Benfica Lisbonne | Fran Navarro      | Gil Vicente FC    |
| Mars      | Matheus                 | SC Braga         | João Basso        | FC Arouca         | João Mário        | Benfica Lisbonne | Gonçalo Ramos     | Benfica Lisbonne  |
| Avril     | Ignacio de Arruabarrena | FC Arouca        | Pepe              | FC Porto          | Iván Jaime        | FC Famalicão     | Ricardo Horta     | SC Braga          |

| Saison    | Meilleur joueur de l'année | Meilleur joueur de l'année | Entraîneur de l'année | Entraîneur de l'année | Jeune joueur de l'année | Jeune joueur de l'année |
| Saison    | Joueur                     | Club                       | Entraîneur            | Club                  | Joueur                  | Club                    |
| --------- | -------------------------- | -------------------------- | --------------------- | --------------------- | ----------------------- | ----------------------- |
| 2022-2023 | Otávio                     | FC Porto                   | Roger Schmidt         | Benfica Lisbonne      | Iván Jaime              | FC Famalicão            |

| Gardien de but         | Défenseurs | Milieux de terrain                                                          | Attaquants                                                                        |
| ---------------------- | --- | --------------------------------------------------------------------------- | --------------------------------------------------------------------------------- |
| Diogo Costa (FC Porto) | Álex Grimaldo (Benfica Lisbonne) Nicolás Otamendi (Benfica Lisbonne) Pepe (FC Porto) António Silva (Benfica Lisbonne) | João Mário (Benfica Lisbonne) Manuel Ugarte (Sporting CP) Otávio (FC Porto) | Ricardo Horta (SC Braga) Gonçalo Ramos (Benfica Lisbonne) Mehdi Taremi (FC Porto) |

## Clubs engagés dans les compétitions de l'UEFA
| Club             | Compétition             | Résultat                  | Ultime(s) adversaire(s) | Ultime(s) adversaire(s) | Ultime(s) adversaire(s) |
| ---------------- | ----------------------- | ------------------------- | ----------------------- | ----------------------- | ----------------------- |
| FC Porto         | Ligue des champions     | Huitièmes de finale       | Inter Milan             | Inter Milan             | Inter Milan             |
| Sporting CP      | Ligue des champions     | Phase de groupes          | Tottenham Hotspur       | Eintracht Francfort     | Olympique de Marseille  |
| Benfica Lisbonne | Ligue des champions     | Quarts de finale          | Inter Milan             | Inter Milan             | Inter Milan             |
| SC Braga         | Ligue Europa            | Phase de groupes          | Union Saint-Gilloise    | Union Berlin            | Malmö FF                |
| Sporting CP      | Ligue Europa            | Quarts de finale          | Juventus FC             | Juventus FC             | Juventus FC             |
| SC Braga         | Ligue Europa Conférence | Barrages                  | ACF Fiorentina          | ACF Fiorentina          | ACF Fiorentina          |
| Gil Vicente FC   | Ligue Europa Conférence | Barrages de qualification | AZ Alkmaar              | AZ Alkmaar              | AZ Alkmaar              |
| Vitória SC       | Ligue Europa Conférence | 3e tour de qualification  | HNK Hajduk Split        | HNK Hajduk Split        | HNK Hajduk Split        |

## Bilan de la saison
| Championnat du Portugal de football 2022-2023          |                        |
| Champion                                               | SL Benfica (38e titre) |
| Dauphin                                                | FC Porto               |
| Coupes et trophées                                     |                        |
| Vainqueur de la Coupe du Portugal 2022-2023            | FC Porto               |
| Vainqueur de la Coupe de la Ligue portugaise 2022-2023 | FC Porto               |
| Vainqueur de la Supercoupe du Portugal 2022            | FC Porto               |
| Qualifications continentales                           |                        |
| Ligue des champions 2023-2024                          | SL Benfica             |
| Ligue des champions 2023-2024                          | FC Porto               |
| Ligue des champions 2023-2024                          | SC Braga               |
| Ligue Europa 2023-2024                                 | Sporting CP            |
| Ligue Europa Conférence 2023-2024                      | FC Arouca              |
| Ligue Europa Conférence 2023-2024                      | Vitória SC             |
| Promotions et relégations                              |                        |
| Promus en Liga Portugal Bwin                           | Moreirense FC          |
| Promus en Liga Portugal Bwin                           | SC Farense             |
| Promus en Liga Portugal Bwin                           | CF Estrela da Amadora  |
| Relégués en Liga Portugal 2 SABSEG                     | CS Marítimo            |
| Relégués en Liga Portugal 2 SABSEG                     | FC Paços de Ferreira   |
| Relégués en Liga Portugal 2 SABSEG                     | CD Santa Clara         |